# Finuldsfår
Finuldsfåret er et tamfår af den nordiske korthalefår race. Navnet har den dels fra sin finske oprindelse, og dels fra sin fine uld kvalitet. Uld kvaliteten svinger dog noget fra individ til individ, men især lammeulden lovprises. Finuldsfåret har stor udbredelse i Finland, men i resten af verden, er fåret mest brugt til krydsningsavl, da fåret har særdeles gode reproduktions egenskaber. Racen bruges således til at forbedre andre racers fødseltal, og til kødproduktion med en kødfårsrace vædder. Fåret er således kendt for at have det højeste antal fødte lam, ofte 3 og op mod 5 lam pr. moderfår. Fåret har brug for en god ernæring når det får så mange lam, og kræver derfor bedre græsgange end de fleste andre korthalefår. 

## Karakteristika
Finuldsfåret kan enten være sort, hvidt eller have rødbrune nuancer, men ensfarvet over hele kroppen.
- Vædder-størrelse: 80-90 kg.
- Moderfår-størrelse: 60-80 kg.[1]

Uld-fibertykkelse: 23-33 micron (på gode individer)